# Violetta (Disney)
Violetta is een Argentijnse telenovela geproduceerd door Jorge Nisco en mede geproduceerd door Disney Channel Latijns-Amerika. De serie werd daar in drie seizoenen uitgezonden van 14 mei 2012 tot 6 februari 2015. De opvolger van Violetta is Soy Luna, deze serie is in 2016 
van start gegaan.
Hoofdpersoon in de serie is Violetta Castillo, gespeeld door Martina Stoessel.  In Argentinië zond Disney Channel ook een praatprogramma uit getiteld De U-Mix Show. Deze was gewijd aan de serie en de acteurs kwamen hierin aan het woord.

## Rolverdeling
- Martina Stoessel en stem Abbey Hoes: Violetta Castillo
- Pablo Espinosa en stem Dries de Vis: Tomas Heredia (seizoen 1)
- Jorge Blanco en stem Roel Dirven: Leon Vargas
- Diego Domínguez en stem Peter Platel: Diego (seizoen 2-3)
- Diego Ramos en stem Edward Reekers: Herman Castillo
- Clara Alonso en stem Donna Vrijhof: Angela "Angie" Saramego
- Mercedes Lambre en stem Cynthia de Graaff: Lucinda Ferro
- Lodovica Comello en stem Sara Gracia Santacreu: Francesca Cauviglia
- Candelaria Molfese en stem Marjan de Gendt: Camila Torres
- Damien Lauretta en stem Niels Destadsbader: Alex/Clèment (seizoen 3)
- Macarena Miguel en stem Liza Sips: Vera (seizoen 3)
- Facundo Gambandè: Maximiliano Maxim Ponte
- Ruggero Pasquarelli en stem Sven Bijma: Federico
- Alba Rico en stem Tina Maerevoet: Nadia Vidal
- Nicolás Garnier en stem Matthew Michel: Andreas
- Simone Lijoi: Luca Cauviglia
- Florencia Benítez en stem Ingrid Van Rensbergen: Jade LaFontaine
- Samuel Nascimentoen stem Juliann Ubbergen: Broadway
- Rodrigo Velilla: Napoleón (seizoen 1)
- Xabiani Ponce De León: Marco (seizoen 2-3)
- Valeria Baroni en stem Priscilla Knetemann: Lara (seizoen 2)
- Artur Logunov: Bruno (seizoen 1)
- Joaquín Berthold: Mathias LaFontaine
- Mirta Wons en stem Gerdy Swennen: Olga
- Alfredo Allende en stem Marc Coessens: Roberto Lisandro
- Ezequiel Rodríguez en stem Kevin Hassing: Pablo Galindo
- Rodrigo Pedreira: Gregorio
- Pablo Sultani: Alberto Benvenuto
- Valentina Frione en stem Zohra Aït-Fath: Jackie (seizoen 2)
- Carla Pandolfi en stem Jannemien Cnossen: Esmeralda (seizoen 2)
- Alberto Fernández de Rosa: Antonio Fernández Carrara
- Diego Alcalá: Marotti
- Lucía Gil en stem Annabet Ampofo: Lena Vidal

## Verhaal
Violetta is een verlegen maar talentvol tienermeisje van 17 jaar. Ze heeft een prachtige stem, net als haar moeder Maria, een beroemde zangeres die stierf terwijl ze op tournee was. Violetta was toen vijf jaar.
Ze hoopt het geluk te vinden in Buenos Aires, de geboortestad van haar overbezorgde vader. Ze wordt, zonder dat haar vader het weet, toegelaten op een beroemde kunstacademie waar een heel nieuw leven op haar wacht. Thema's als liefde en vriendschap staan centraal, maar ook ontdekt ze verschrikkelijke geheimen van haar eigen familie.

## Afleveringen
| Seizoen | Afleveringen | Uitgezonden   | Uitgezonden     | Uitgezonden       | Uitgezonden      |
| Seizoen | Afleveringen | Start seizoen | Seizoensfinale  | Start seizoen     | Seizoensfinale   |
| ------- | ------------ | ------------- | --------------- | ----------------- | ---------------- |
| 1       | 80           | 14 mei 2012   | 26 oktober 2012 | 16 september 2013 | 25 april 2014    |
| 2       | 80           | 29 april 2013 | 11 oktober 2013 | 28 april 2014     | 5 december 2014  |
| 3       | 80           | 28 juli 2014  | 6 februari 2015 | 6 april 2015      | 18 december 2015 |